# キバの紋章
『キバの紋章』（キバのもんしょう）は、真崎守による日本の漫画作品。

## 概要
『週刊少年マガジン』（講談社）に1971年(昭和46年）1月17日号から5月13日号まで連載された（全21話）。
死刑囚の父親を持つ高校生・キバ狂児。普段は冷静だが激昂すると自らの暴走に歯止めが効かなくなる彼の周囲で、母親の自殺をきっかけに様々な人との出会いと事件が起きる。
作品前半は狂児のバイオレンスに焦点があてられ、後半は一転サスペンス仕立ての謎解きになるが、そのような少年マンガ的な刺激的描写を前面に出しつつ、実は（さまざまな出来事の結果として）主人公にもたらされる人間的成長を描いた作品である。

## あらすじ
ある雪の日、狂児は死刑囚の父親を刑務所に訪ね、その日の朝に母親が投身自殺したことを告げる。通夜の夜（いずれ彼が継ぐであろう数億円の）遺産目当ての叔父達の他に、かぐら獅子という見知らぬ男が訪ねて来る。彼は、狂児の両親に多大な借りがありそれを返すために来た、自分の命を好きに使ってくれと言う。一方、遺産を狙う叔父（通称ムカデ）は、狂児を色仕掛けで籠絡しようとバーのマダムいづみを送り込むが、いづみと関係を持った狂児は彼女の借金を帳消しにするためにムカデの屋敷に乗り込む。最初はムカデの用心棒マムシに一方的にやられていた狂児が形勢逆転し、相手を殺しそうになった時にかぐら獅子が駆けつけ仲裁に入り、ただ相手を叩きのめすことしか考えない狂児のことを見損なったと言い放つ。かぐら獅子の豹変にとまどい頭に血が上ってナイフで刺してしまった（実際にはかぐら獅子がナイフを避けずわざと受けた）狂児は、自分が今後どうすれば良いのか悩み混乱するが、かぐら獅子の助言に従い「闇しばり」という、真っ暗闇の部屋に何日も閉じ込められる拷問を自らに課すことを決意し実行する。しかし「闇しばり」が終わった後、狂児の周囲の世界は一変していた…

## 単行本
1972年：朝日ソノラマサンコミックス『キバの紋章』前編・後編
1977年：秋田書店秋田漫画文庫『キバの紋章』第1,2巻
1999年：さくら出版さくらコミックス愛蔵版『キバの紋章』第1,2巻